# Simon Betty
 Simon Betty (Debrecen, 1982. július 23. –) magyar festő, fotóművész, angol nyelvtanár, rajztanár, fotóriporter.

## Életpályája, munkássága
Általános- és középiskolába Hajdúszoboszlón járt, ahol 2001-ben érettségizett. A gimnáziumi évek után egy évig az Egyesült Királyságban élt, ott ismerkedett meg a francia származású festőművésznővel Helen L'ansonnal, akinek hatására kezdett a festészet iránt mélyebben érdeklődni. Ott és akkor határozta el, hogy a képzőművészettel szeretne foglalkozni. Céltudatosan kezd tanulni két ismert festőművésztől, a német származású Ervin Birnmayertől és Németh Jánostól.
2002-ben felvételt nyert Szombathelyen a Berzsenyi Dániel Főiskola angol-rajz szakára, ahol számos művésztől tanulhatott, úgymint: Gyarmati András, Tóth Csaba Archiválva 2015. november 17-i dátummal a Wayback Machine-ben, Szily Géza, Bartek Péter Pál, Heitler András Archiválva 2015. november 17-i dátummal a Wayback Machine-ben, Stekovics Gáspár. 2003-tól Masszi Ferenc Archiválva 2015. november 17-i dátummal a Wayback Machine-ben grafikusművész segítette a grafikai önkifejezés felszínre hozásában, illetve megmutatta az általa kevésbé ismert technikákat és fortélyokat.
2005-ben az USA-ba költözött. 2006-ban visszatért Magyarországra. 2007-ben jelentkezett a Szombathelyi Képtár Archiválva 2020. augusztus 24-i dátummal a Wayback Machine-ben festőművész-restaurátoránál, Marosfalvi Antalnál, aki tapasztalatával fejlesztette festőtechnikáját, művészeti ismereteit.
2010-től falfestészettel is foglalkozik, számos szoba, terem és egyéb falfelület viseli magán kézlenyomatát. Nem csak gyermek festmények, hanem tájképek és reklámfelületek díszelegnek az általa festett falakon.

## Művészeti tagság, művészete
2007 óta tagja a Kőszegi Művészeti Egyesületnek, ahol több eredményes kiállításon van túl.
Regős-Simon Betty festészetében többféle stílus váltakozik. Minden kép más-más stílusjegyet visel magán a művész hangulatától függően. Az absztrakt és a szürrealista hatást keltő képein, a belső feszültséget és érzéseit közvetíti a külvilág felé. A tájképek inkább a realista, illetve az impresszionista stílus hangulatát idézik.

## Kiállítások
- 2005. október 17. SZÍNbiózis c. Kiállítás, MMIK, Szombathely
- 2006. május 17. Metamorfózis c. Kiállítás MMIK, Szombathely - csoportos kiállítás
- 2006. június 6. Diplomamunka kiállítás MMIK, Szombathely
- 2008. április 10. Lőrincz Zoltán: Jézus példázatai a magyar festészetben című könyvének bemutatása ill. a könyvhöz készült illusztrációk kiállítása, Biblia Múzeum, 1092 Budapest, Ráday u. 28.
- 2008. július 6. SzÍNpátia - önálló kiállítás Kőszegi Református Templom Csillagterem, Kőszeg
- 2008. augusztus 3. Biblikus témák a magyar művészetben c. Kiállítás, a kiállítás helye: Kőszeg, Kőszegi Ref. Templom Csillagterem
- 2010. március 26. Feny c. Kiállítás Művészetek Háza, Kőszeg
- 2015. április 13. Kőszegi Tavaszi Nemzetközi Biennálé, Kőszeg

## Művei
- 2008-ban könyv illusztrációt készített Prof. Dr. Lőrincz Zoltán: Jézus példázatai a magyar festészetben.
- 2014-ben Romhányi József Szamárfül című könyvének hangoskönyv változatához készít CD borítót, grafikát és werkfotókat.